# أم الخشب (عجلون)
أم الخشب منطقة سكنية تقع في لواء قصبة عجلون، محافظة عجلون في الأردن. تنتمي المنطقة لقضاء عجلون الذي يضم 28 منطقة. يقدر عدد سكانها بـ 80 نسمة حسب إحصاء 2015.

## الوصلات الخارجية
- دائرة الاحصاءات العامة